# 米哈伊尔·切尔诺夫
米哈伊尔·亚历山德罗维奇·切尔诺夫（羅馬化：Mikhail Aleksandrovich Chernov；1891年11月20日—1938年3月15日），苏联政治人物。曾任俄共（布）伊万诺沃-沃兹涅先斯克省委员执行书记；伊万诺沃-沃兹涅先斯克省长；顿涅茨克省长；乌克兰苏维埃社会主义共和国内部贸易人民委员；苏联农业人民委员等职务。

## 生平
- 1891年11月20日出生于科斯特罗马省维丘加的一个纺织工人家庭。
- 1902年-1908年，当地神学院学习。
- 1909年-1911年，科斯特罗马中学旁听生。1909年加入俄国社会民主工党（孟什维克）。
- 1911年-1917年，伊万诺沃-沃兹涅先斯克Tomna纺织厂讲师。期间，1913年-1917年，莫斯科大学数理学院学习。在此期间，他成为德米特里·富尔马诺夫的一个亲密朋友。
- 1917年-1918年，伊万诺沃-沃兹涅先斯克市杜马议员。
- 1918年-1919年，伊万诺沃-沃兹涅先斯克理工学院执委会书记；红军雅罗斯拉夫尔军区鼓动和教育部门负责人。
- 1920年-1921年12月，伊万诺沃-沃兹涅先斯克省国家监察局长、公共教育局长和省报编辑。1920年1月加入俄共（布）。
- 1921年12月-1922年8月，俄共（布）伊万诺沃-沃兹涅先斯克省委执行书记。
- 1922年8月-1923年8月，伊万诺沃-沃兹涅先斯克省长。
- 1923年10月-1925年，顿涅茨克省长。
- 1925年-1929年5月，乌克兰苏维埃社会主义共和国国内贸易人民委员。
- 1926年11月-1930年，苏联人民贸易委员会委员。
- 1930年1月-8月，苏联人民贸易委员会园艺科长。
- 1930年8月-12月，Soyuzkhleb粮食公司董事长。
- 1930年12月-1932年2月，苏联供应副人民委员。
- 1932年2月-1933年4月，苏联人民委员会采购委员会副主席。
- 1933年4月-1934年4月，苏联人民委员会农产品采购委员会主席。
- 1934年4月-1937年10月，苏联农业人民委员。
- 1937年10月29日被解除职务并开除党籍。1937年11月7日被捕，他的妻子和家庭不久后都被逮捕。他成为第三次莫斯科审判的被告人之一。
- 1938年3月13日被判处死刑，两天后被枪决，终年46岁。其妻不久后亦被枪决。
- 1988年2月4日平反，6月21日恢复党籍。

切尔诺夫是俄共（布）10大，联共（布）17大代表；第17届中央委员。